# Рак Мар'ян Миколайович
Мар'я́н Микола́йович Ра́к — капітан Збройних Сил України, учасник російсько-української війни.

## Життєпис
Командир батареї, брав участь у боях за Слов'янськ, Красний Лиман, в Луганському аеропорту, був поранений. У боях за Донецький аеропорт підтримував вогнем батареї евакуацію поранених.
Станом на березень 2018 року мешкав у місті Львові. Станом на листопад 2020 року проходив військову службу у 199-му навчальному центрі (м. Житомир).

## Розслідування
16 квітня 2015 року в місті Костянтинівці на Донеччині сталася ДТП за участі МТЛБ підрозділу Збройних Сил України, внаслідок якої загинула 8-річна дівчинка. Старшим колони був Мар'ян Рак — їхав у вантажівці. Вийшов з-під варти під заставу в 60 тисяч гривень.

## Нагороди
- Орден Богдана Хмельницького II ступеня (15.04.2022) — за особисту мужність і самовіддані дії, виявлені у захисті державного суверенітету та територіальної цілісності України, вірність військовій присязі[3];
- Орден Богдана Хмельницького III ступеня (31.7.2015) — за особисту мужність і високий професіоналізм, виявлені у захисті державного суверенітету та територіальної цілісності України, вірність військовій присязі[4];
- Орден Данила Галицького (02.12.2016) — за особистий внесок у зміцнення обороноздатності Української держави, мужність, самовідданість і високий професіоналізм, виявлені під час виконання військового обов’язку, та з нагоди Дня Збройних Сил України[5].